# Société Lumière
La Société Lumière, préalablement Société Antoine Lumière et ses fils, puis Société anonyme des plaques et papiers photographiques Antoine Lumière et ses fils, est une ancienne importante entreprise industrielle française en photographie et cinématographie fondée en 1884 et dirigée successivement par Antoine Lumière, ses fils Auguste et Louis Lumière (les frères Lumière), son petit-fils Henri Lumière, et par la suite, ses héritiers.

## Historique

### Plaques et papiers photographiques Lumière
En 1882, Antoine Lumière fonde une petite usine artisanale dans le quartier Monplaisir du 8e arrondissement de Lyon, rue Saint-Victor (actuelle rue du Premier Film) avant de fonder le 5 janvier 1884 la société Antoine Lumière et ses fils pour produire entre les années 1890 et les années 1950, les « Étiquettes bleues », plaques photographiques instantanées, inventées par Louis Lumière à l'âge de 17 ans. Ces plaques sèches au gélatino-bromure d'argent, rapides et faciles à développer, annonçant la pellicule photographique, sont à l'origine du succès mondial et de la fortune des Lumière.

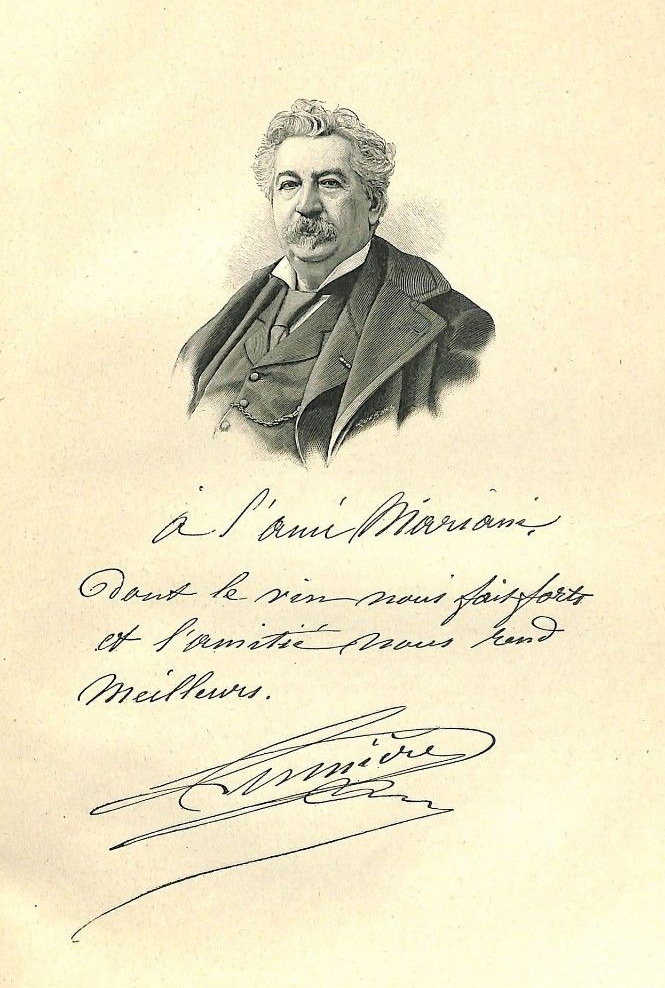
Antoine Lumière.
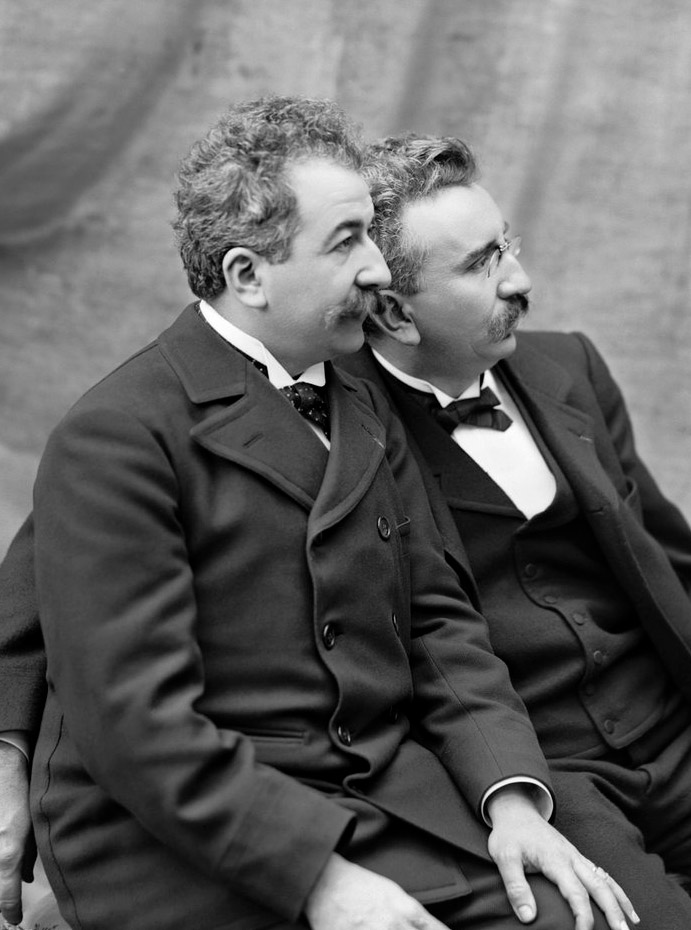
Auguste et Louis.

En 1892, l'entreprise adopte le statut de société anonyme et est rebaptisée Société anonyme des plaques et papiers photographiques Antoine Lumière et ses fils, avec un important capital de 3 millions de francs acquis par la réussite commerciale de la précédente. L'industrie Lumière de plaque photographique, papier photographique, pellicule photographique et produit chimique connaît un succès planétaire et le site industriel de Lyon se développe progressivement en surface, sur plus de 8000 m², avec plus de 800 salariés.

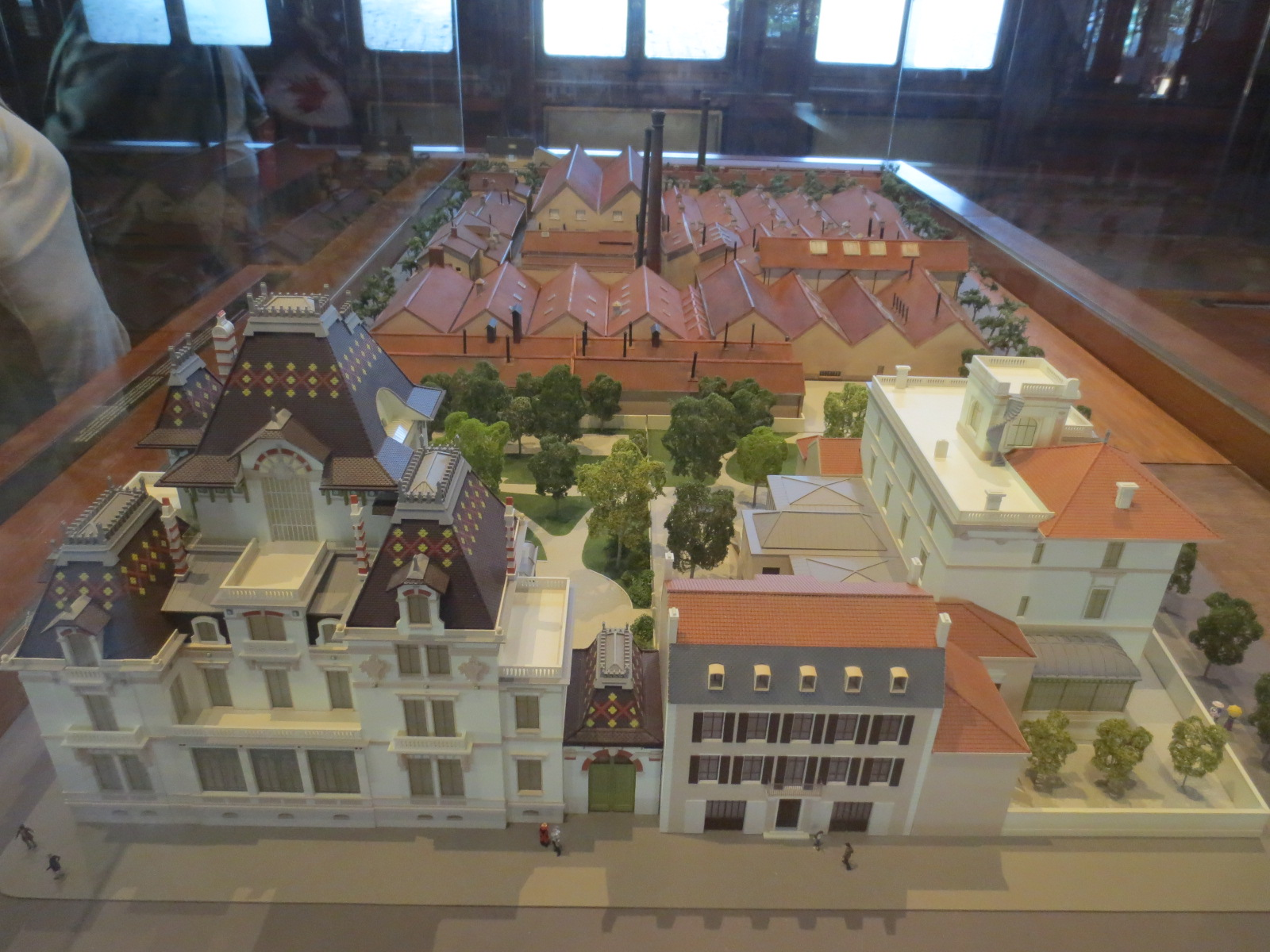
Villa Lumière et site industriel (Lyon).
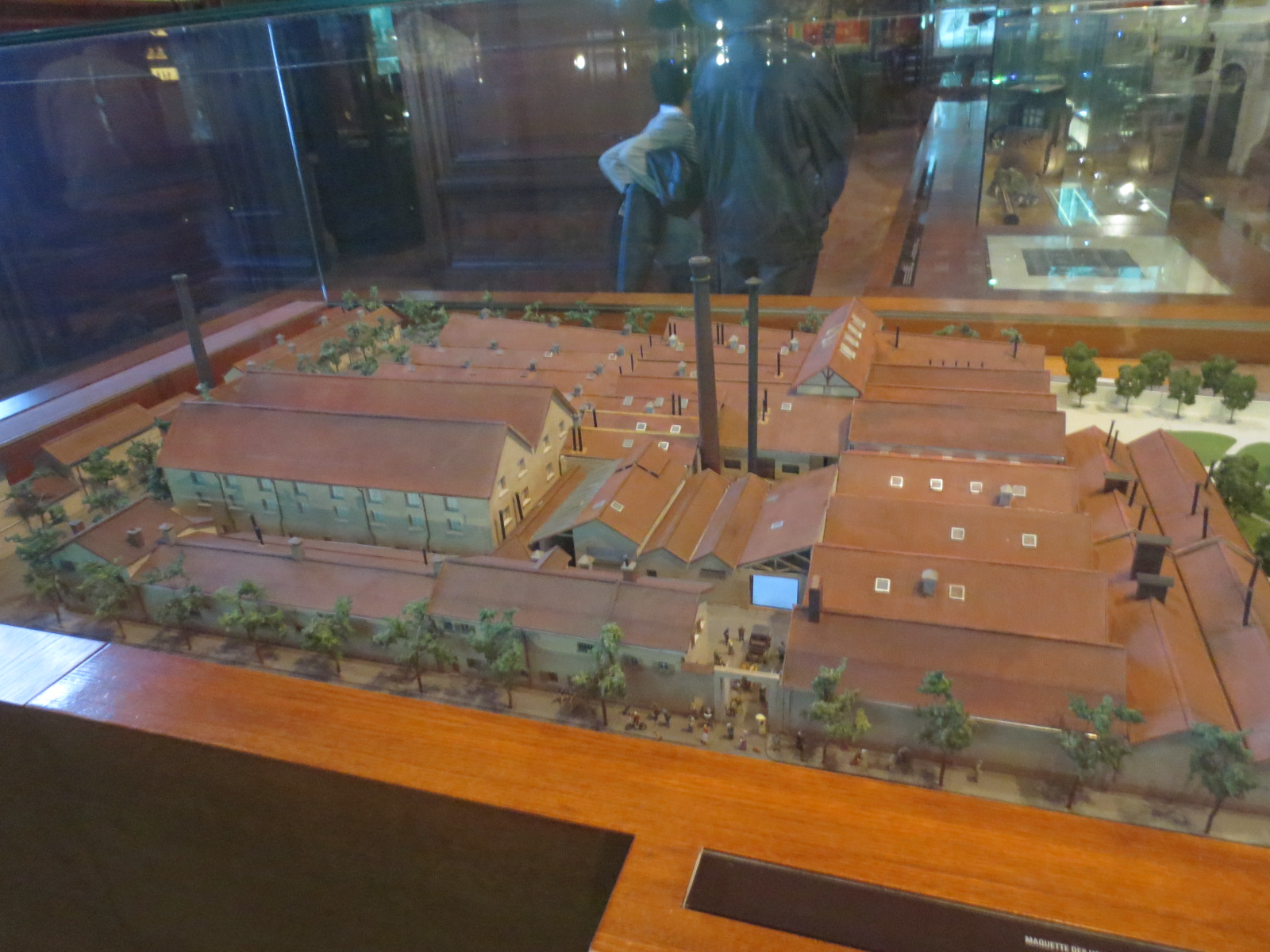
Site industriel historique de Lyon.
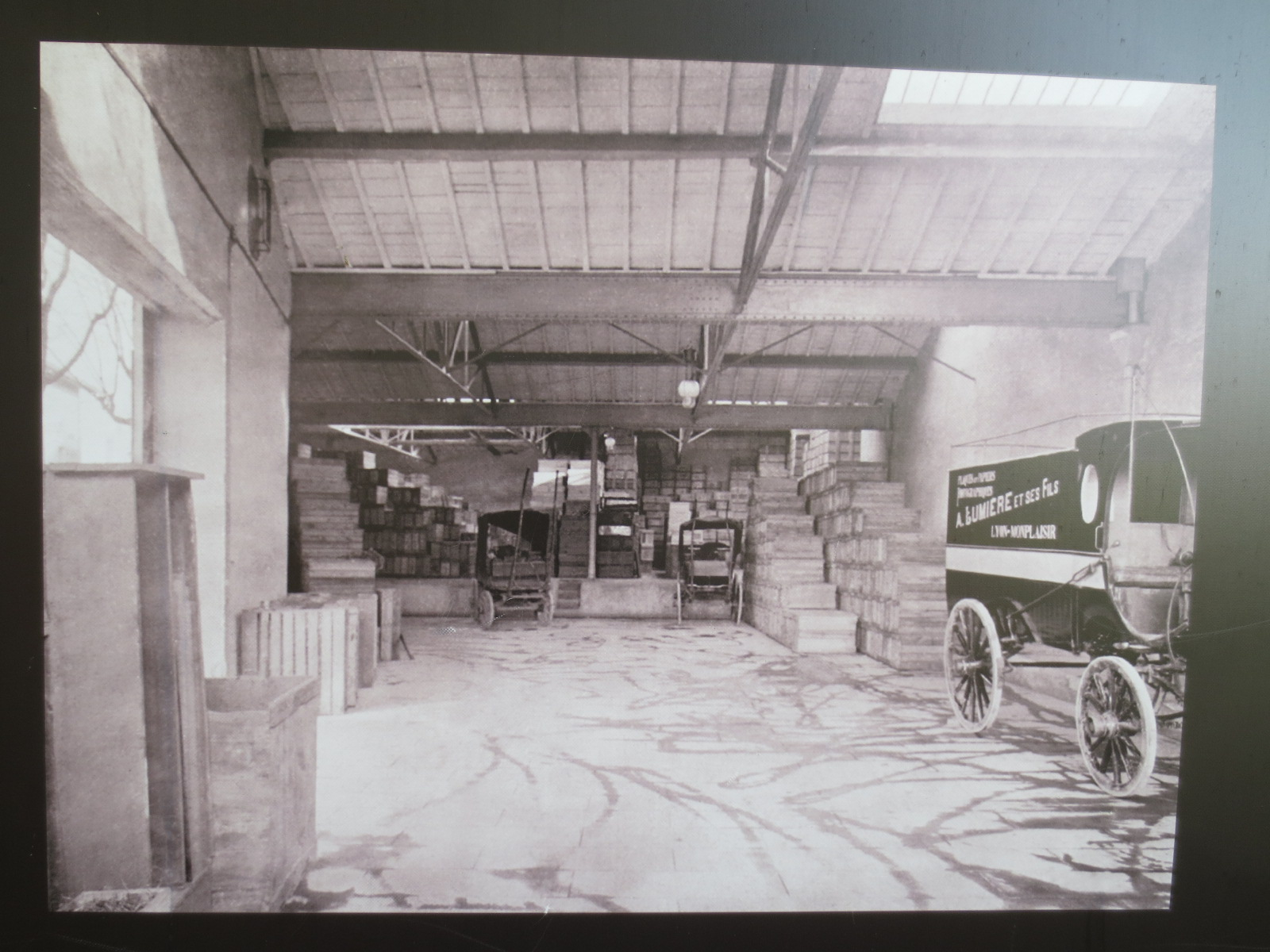
Dépôt d'usine historique.
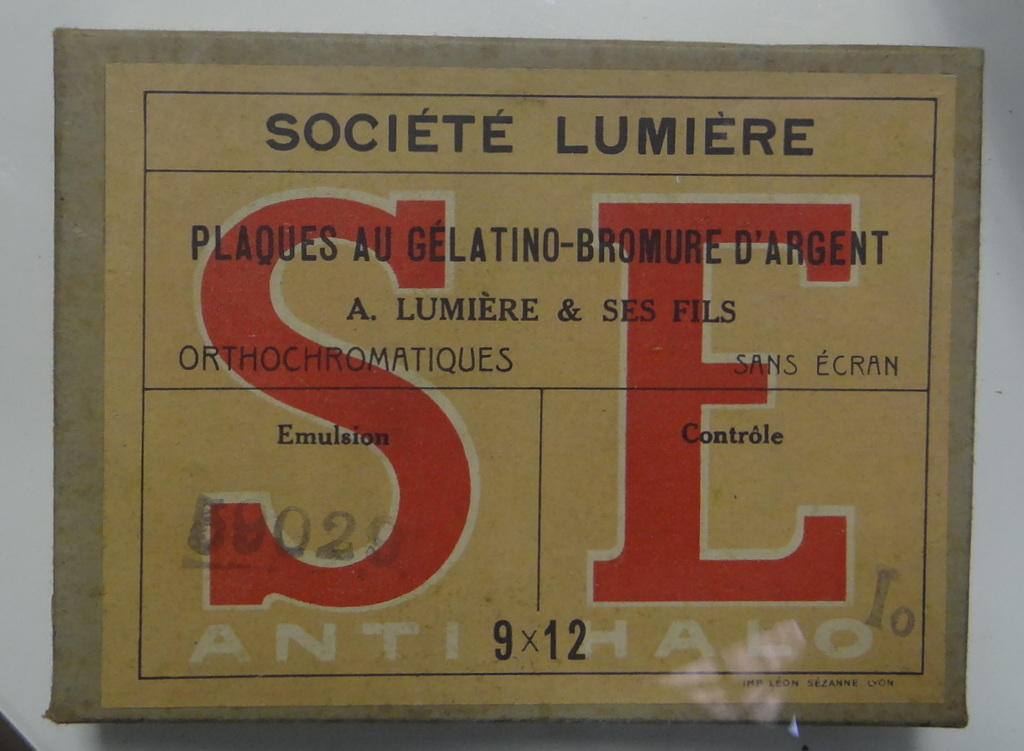
Plaques photographiques « Étiquettes bleues ».

La direction de l'industrie familiale est progressivement confiée à Henri Lumière (fils d'Auguste Lumière), alors que les frères Lumière se consacrent à la recherche scientifique et aux inventions novatrices prolifiques en déposant plus de 240 brevets, essentiellement dans le domaine de la photographie. Vers 1900, la production de l´industrie Lumière et fils est d'environ 70000 plaques journalières de divers formats. L'entreprise s'étend dans le monde en rachetant des concurrents.

### Invention du cinéma
En 1895 Auguste et Louis Lumière, sous l'influence de leur père Antoine qui a assisté à Paris en 1894 à une démonstration du Kinétoscope de Thomas Edison et des premiers films du cinéma réalisés par William Kennedy Laurie Dickson, dévient leurs recherches sur la photographie en couleurs vers l'étude d'un système mécanique permettant de prendre des photographies en mouvement et de reproduire ce mouvement. Auguste mène les premiers travaux qui n'aboutissent pas à la mise au point d'un procédé fiable. Finalement, c'est Louis qui développe un système ingénieux plus performant que la caméra Kinétographe d'Edison, la caméra Cinématographe, qui permet notamment, après la prise de vues, la projection en mouvement sur grand écran devant un public assemblé — comme le fait déjà depuis 1892 le Théâtre optique d'Émile Reynaud — de vues photographiques animées. C'est ainsi que Louis Lumière nomme ses bobineaux, le mot "film" ayant été employé pour la première fois par Edison. La première présentation publique de ce procédé est organisée le 28 décembre 1895, au Salon indien du Grand Café à Paris, utilisant une pellicule de 35 mm de large à deux perforations rondes pour chaque photogramme, tandis que d'autres procédés à peu près identiques voient le jour dans son sillage. Le Cinématographe Lumière détrône ainsi les machines Edison et rend caduc le Théâtre optique. Pour finaliser son invention, Louis Lumière s'appuie sur la collaboration de l'ingénieur parisien Jules Carpentier.
« Ainsi, le grand mérite des Lumière est d’avoir réalisé la synthèse des inventions de leurs prédécesseurs. Leur Cinématographe est particulièrement astucieux, il est pratique, le même mécanisme qui sert à la prise de vue se transforme en appareil de projection quand on le munit d’une lanterne à alcool, il peut même copier des bobineaux déjà tournés. Une caméra, un appareil de projection, une tireuse, on dispose de trois appareils en un! À la différence du Kinétographe d’Edison, le Cinématographe des frères Lumière n’est pas entraîné par un moteur électrique, son mécanisme à manivelle a l’avantage d’être léger et permet aux opérateurs de se déplacer très facilement pour filmer en extérieurs naturels. »La pellicule à perforations rondes Lumière (choisies pour éviter la contrefaçon du film 35 mm à perforations rectangulaires déposées par Edison) est abandonnée par la suite au profit du format Edison. Louis Lumière produit des milliers de films tournés dans le monde entier, avant que Léon Gaumont et surtout Charles Pathé ne créent l'industrie cinématographique française, plus puissante encore que l'industrie du cinéma américain.

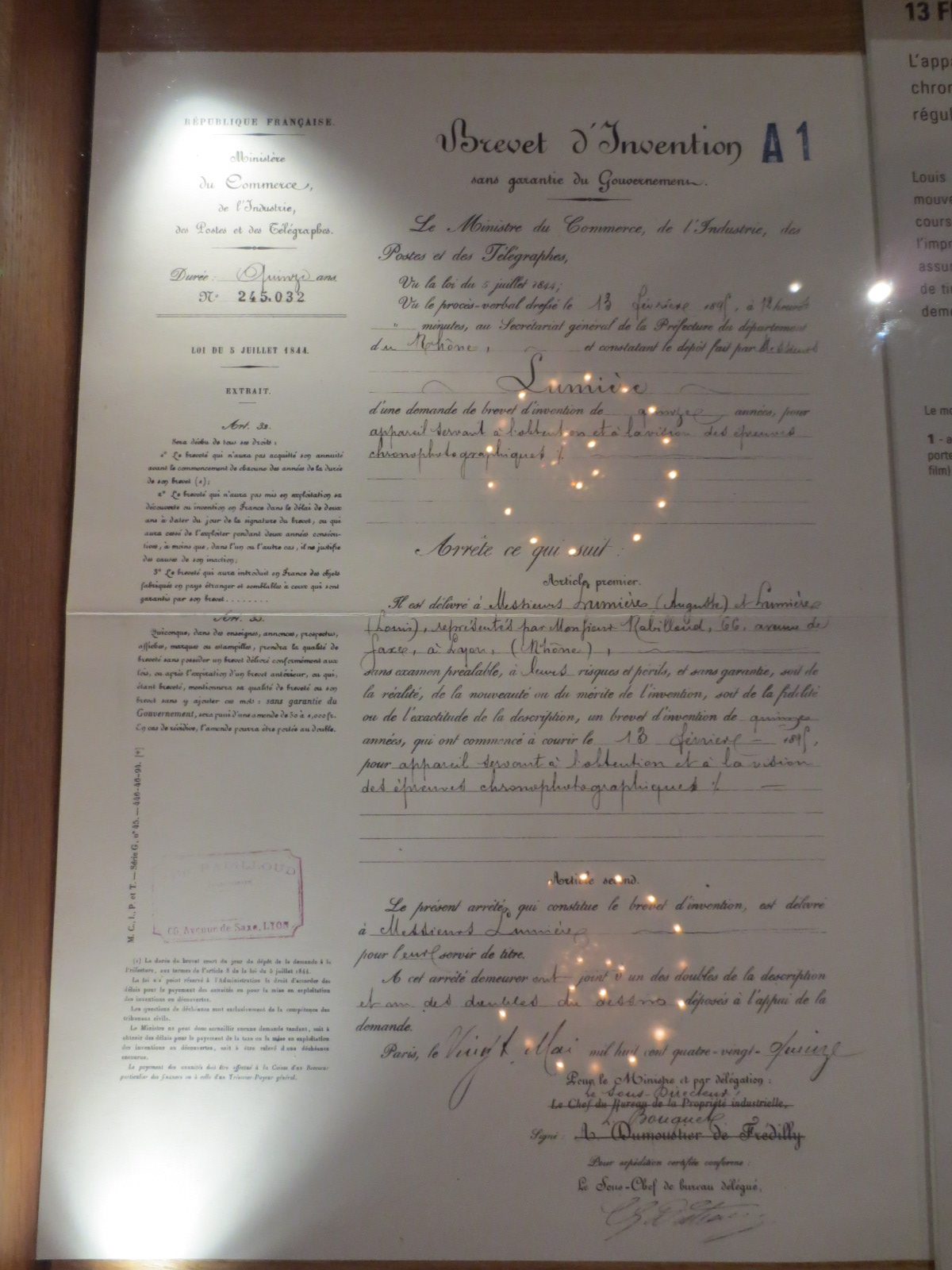
Brevet daté du 20 mai 1895.
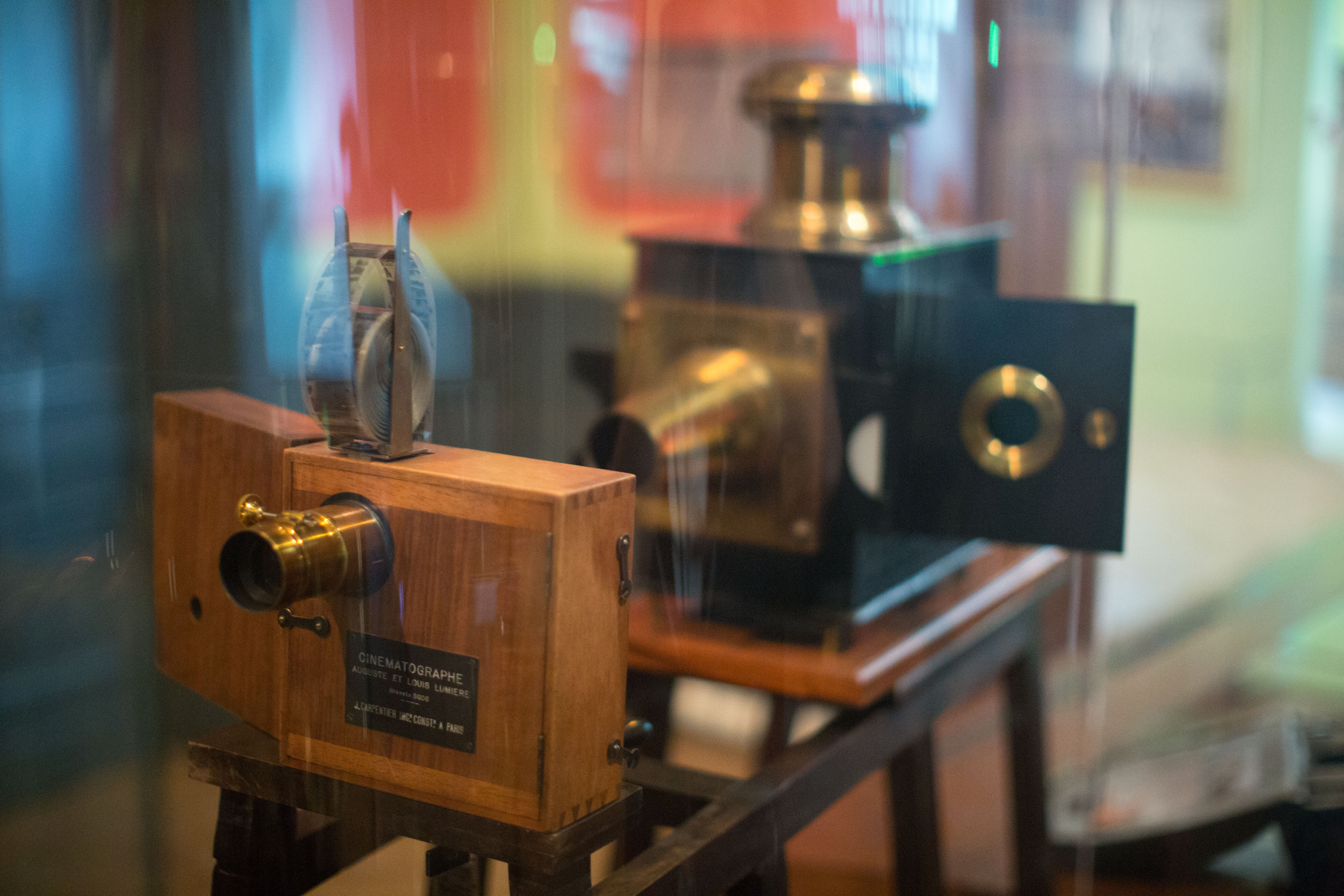
Le Cinématographe en configuration de projection (avec une lanterne magique).
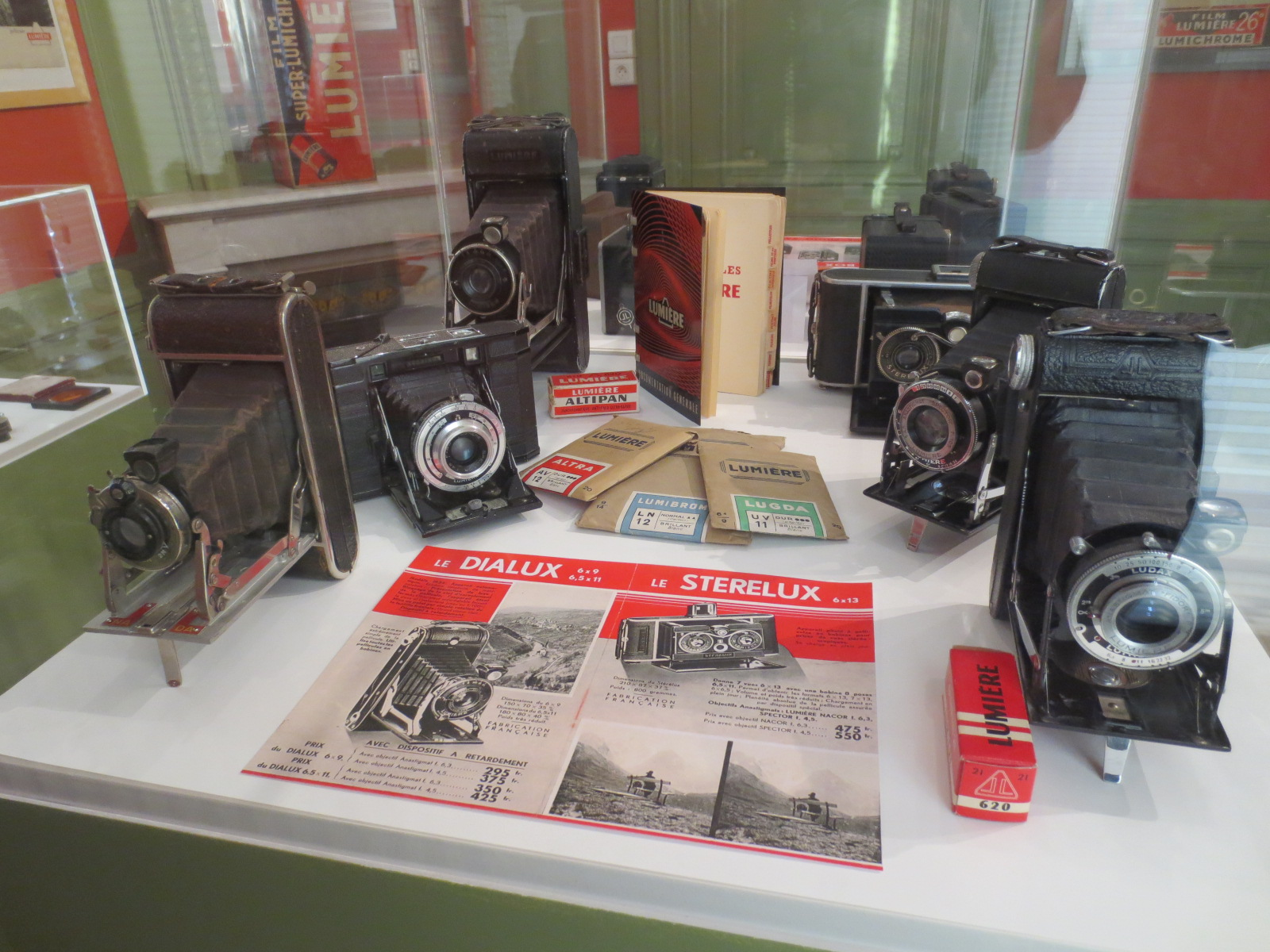
Appareils photographiques Lumière de type foldings.
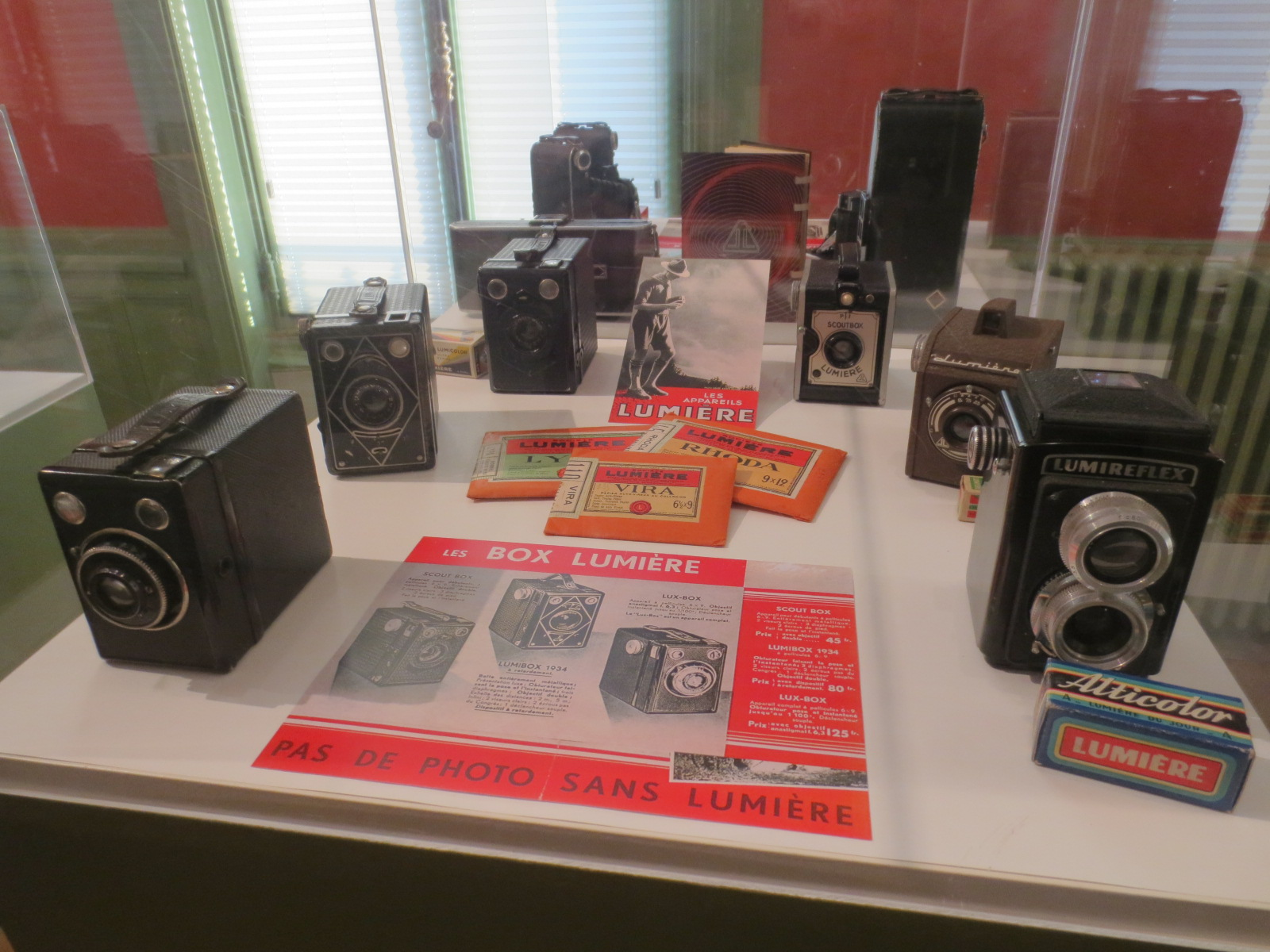
Appareils photographiques Lumière de type box et reflex à deux objectifs.
Appareil photographique Lumirex.

En 1896, la Société Lumière est introduite en bourse avec succès. « En février 1897, les Lumière commercialisent le Cinématographe, d'abord livré avec un objectif à mise au point automatique pour les sujets situés au-delà de 6 mètres. Puis, des objectifs Zeiss (foyers de 50 ou 54 mm), plus perfectionnés, sont proposés. 425 exemplaires du Cinématographe sont fabriqués par l'ingénieur Jules Carpentier, 20 rue Delambre à Paris. Renonçant de son côté à développer sa propre caméra, Carpentier est pour beaucoup dans la conception finale de l'appareil. » Le succès international du Cinématographe permet à la famille Lumière de se faire construire de luxueuses villas dont la Villa Lumière en 1899 (siège administratif et lieu de résidence de la famille sur le site industriel de Lyon), Villa de La Ciotat (plus de 40 pièces sur 90 hectares), Villa d'Évian-les-Bains (actuel Hôtel de ville d'Évian-les-Bains), Villa La Pergola de Cap d'Ail de 1899 (détruite par la seconde Guerre mondiale).

### Débuts de la photographie en couleur
En 1903, Louis Lumière invente l'autochrome, un procédé ingénieux de photographie en couleurs qui capture et conserve la couleur. En 1904, la Société Lumière abandonne la production de films, les deux frères comprenant que ce nouveau spectacle à vocation aussi bien artistique qu'industrielle exige des spécialistes de la dramaturgie et de la mise en scène, ce qu'ils reconnaissent ne pas être. « Dépassés par l'industrie, ils se retirent de la compétition. »

### Fusion des établissements Lumière et Jougla
Ils n'abandonnent pas cependant la compétition dans le domaine des produits photographiques. Le 2 avril 1911, pour contrer Kodak, la société devient UNION PHOTOGRAPHIQUE INDUSTRIELLE (Établissements Lumière et Jougla réunis) en fusionnant avec sa concurrente, la Société anonyme des plaques, pellicules et papiers photographiques, fondée en 1901 par Joseph Jougla et son frère Zacharie avec l’aide de Raymond de Bercegol, neveu de Louis Ducos du Hauron, inventeur de la trichromie (photographie couleur). L’usine Jougla fabrique et commercialise depuis 1907 les « Omnicolor », premières plaques couleurs du monde, avant les Autochromes des frères Lumière. C'est aussi une des premières en Europe à produire de la pellicule souple, indispensable au développement de l'industrie cinématographique. Cette usine, située dans le quartier Polangis de Joinville-le-Pont près de Paris, est affectée à la production d'appareils photographiques jusqu'à sa fermeture, en 1966.

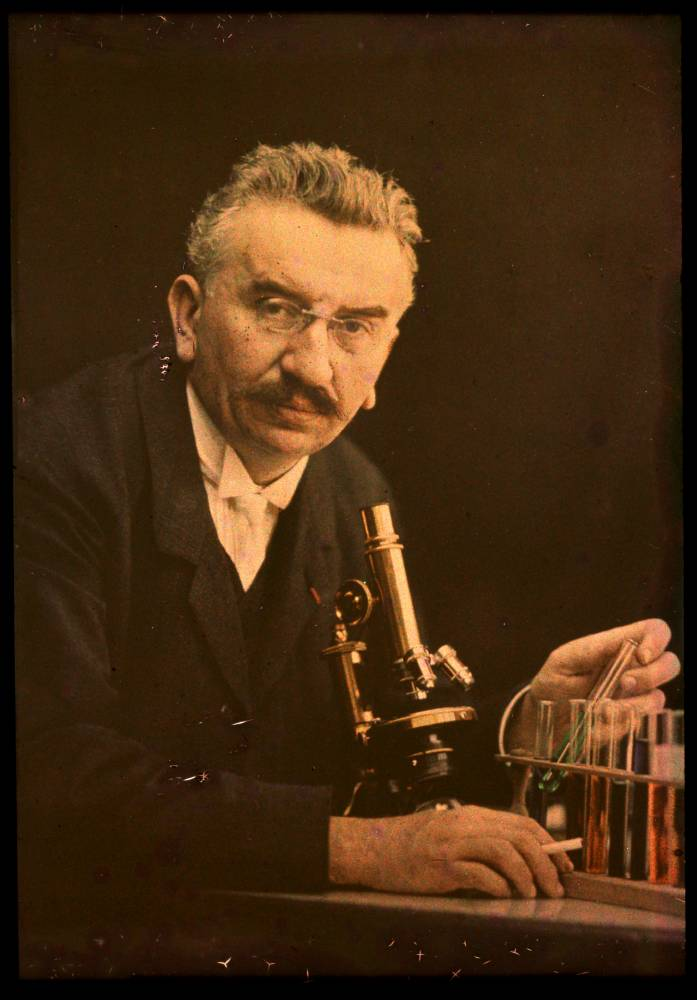
Autoportrait autochrome de Louis Lumière.
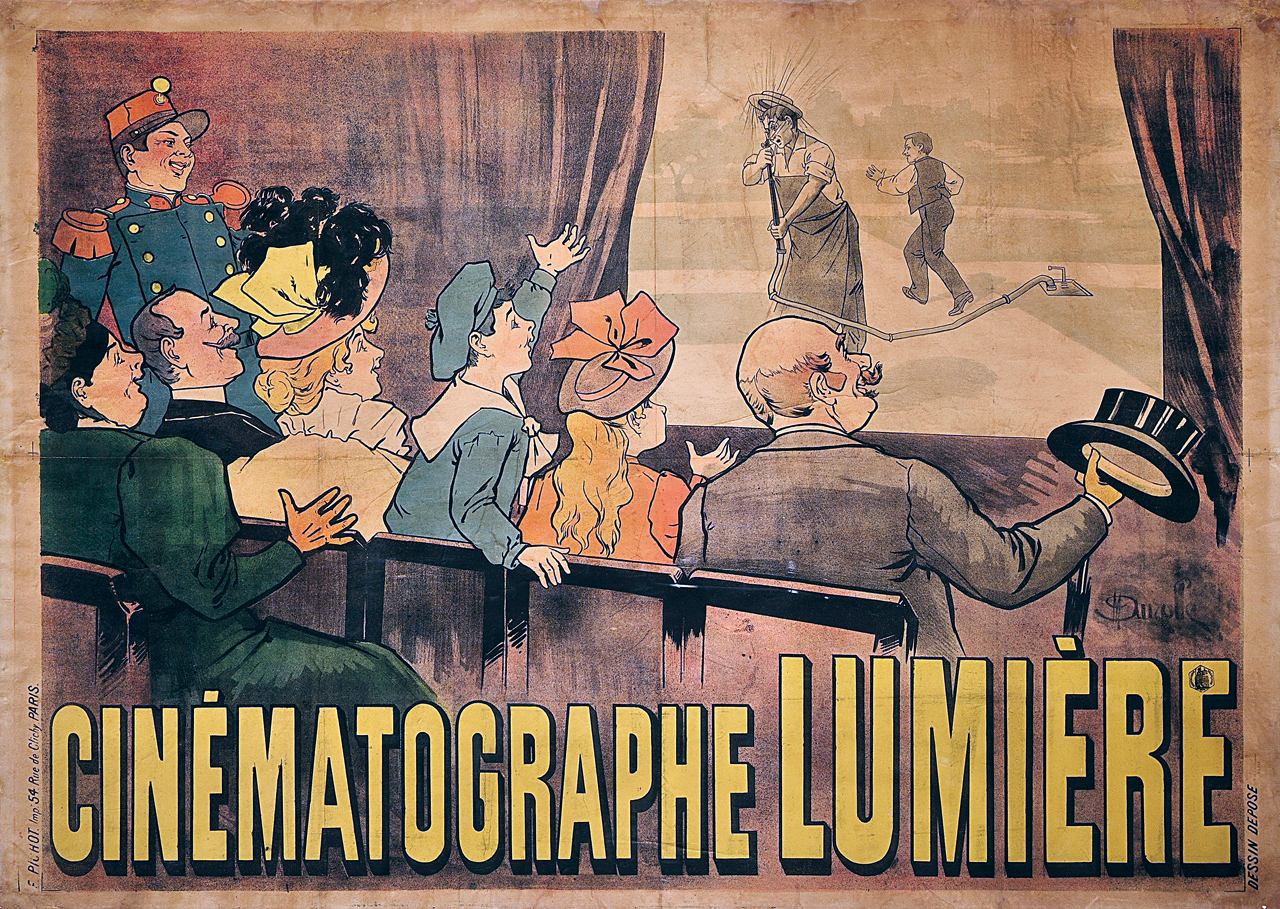
Publicité pour le Cinématographe Lumière.
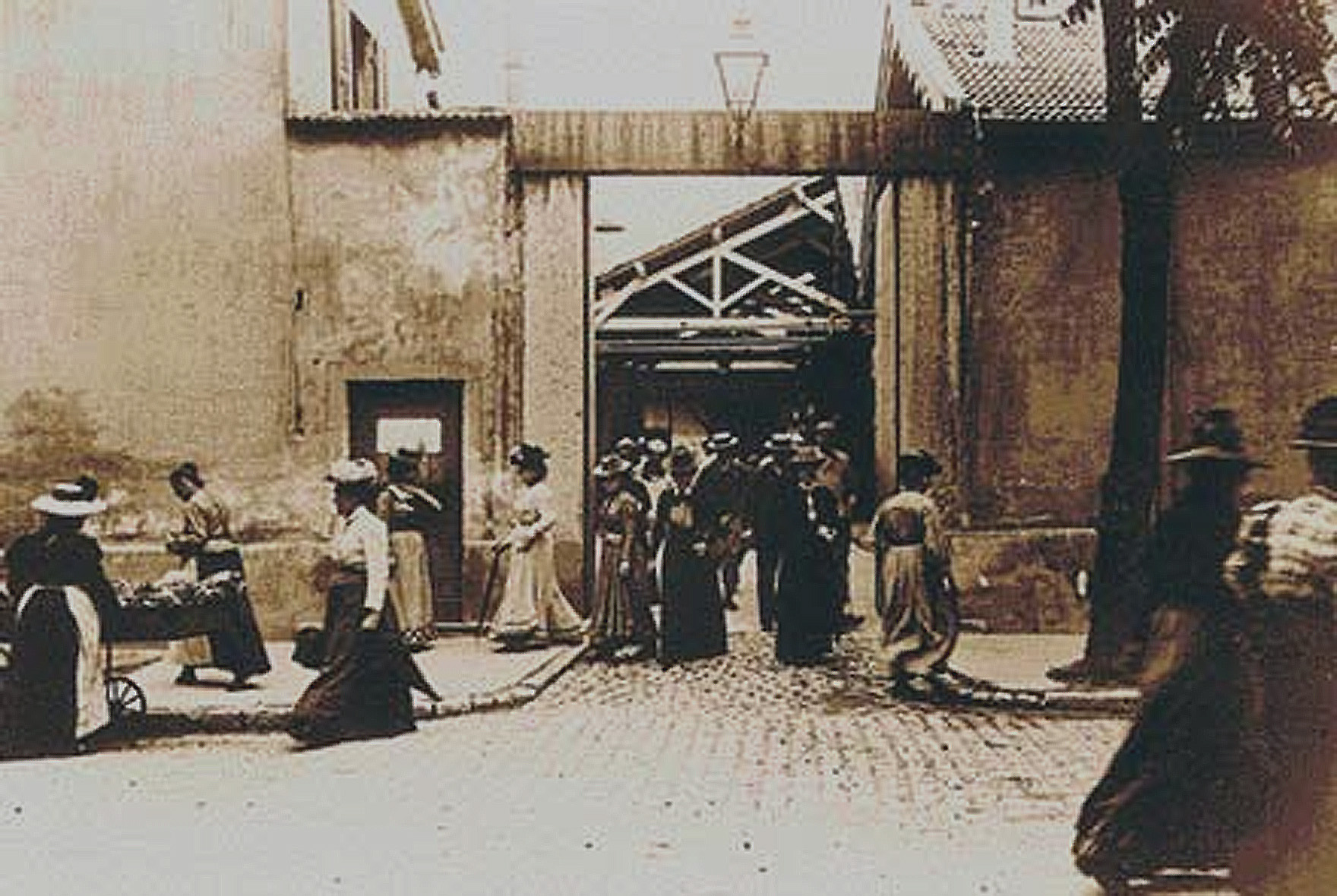
La Sortie de l'usine Lumière à Lyon (1895, premier film français).
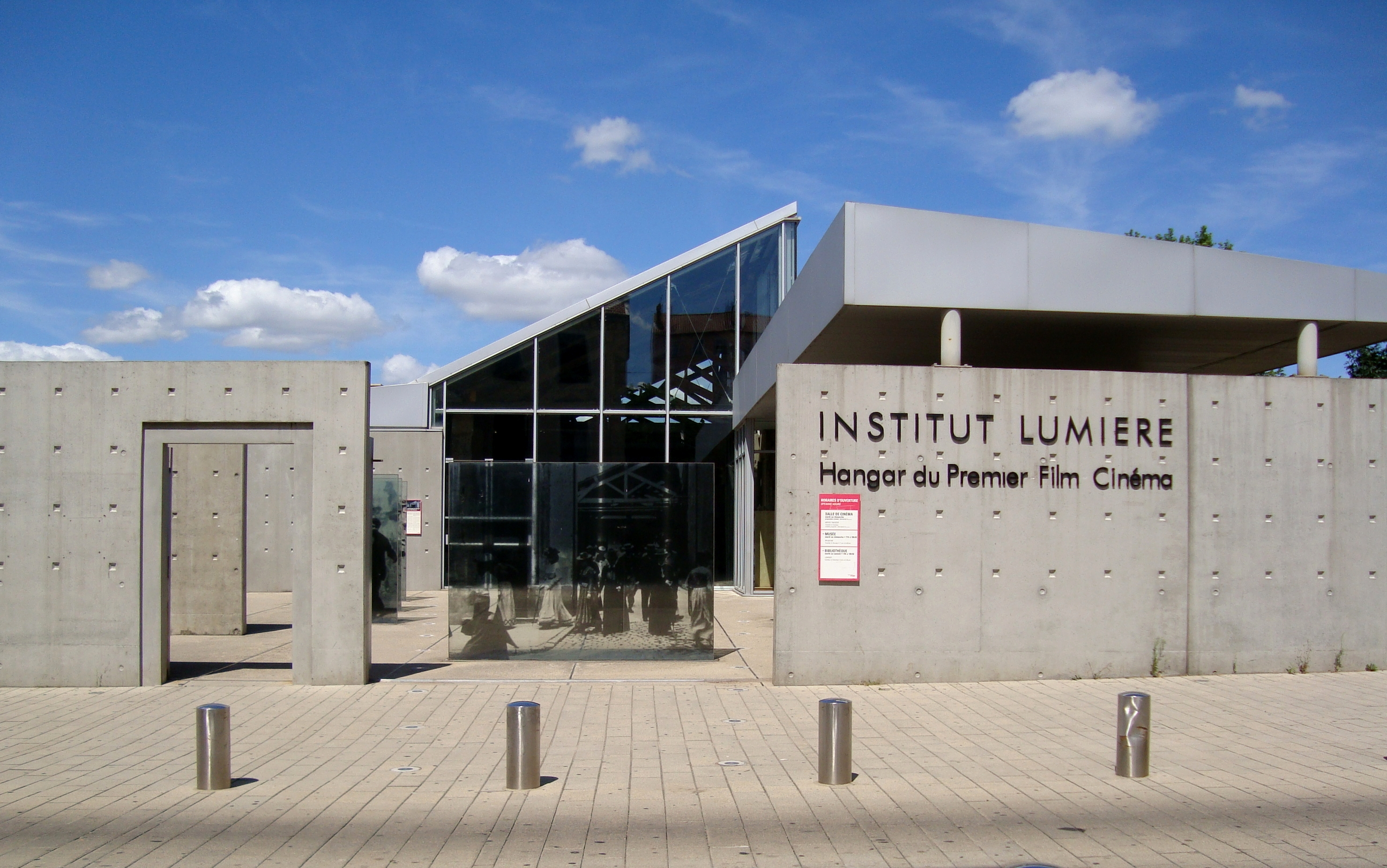
Lieu des premières prises de vues de Louis Lumière : les restes du hangar d'où sort le personnel.
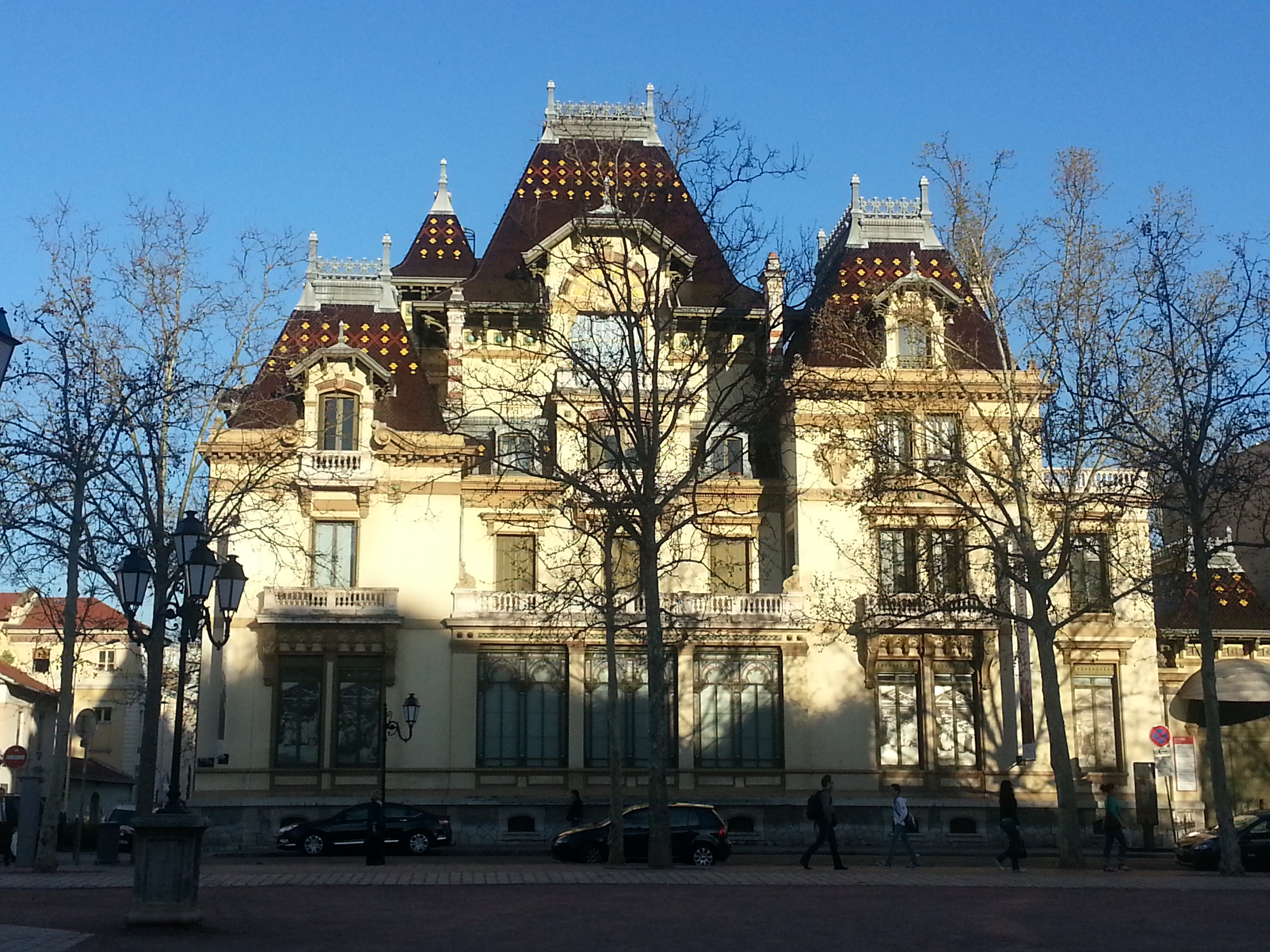
Villa Lumière devenue l'Institut Lumière.
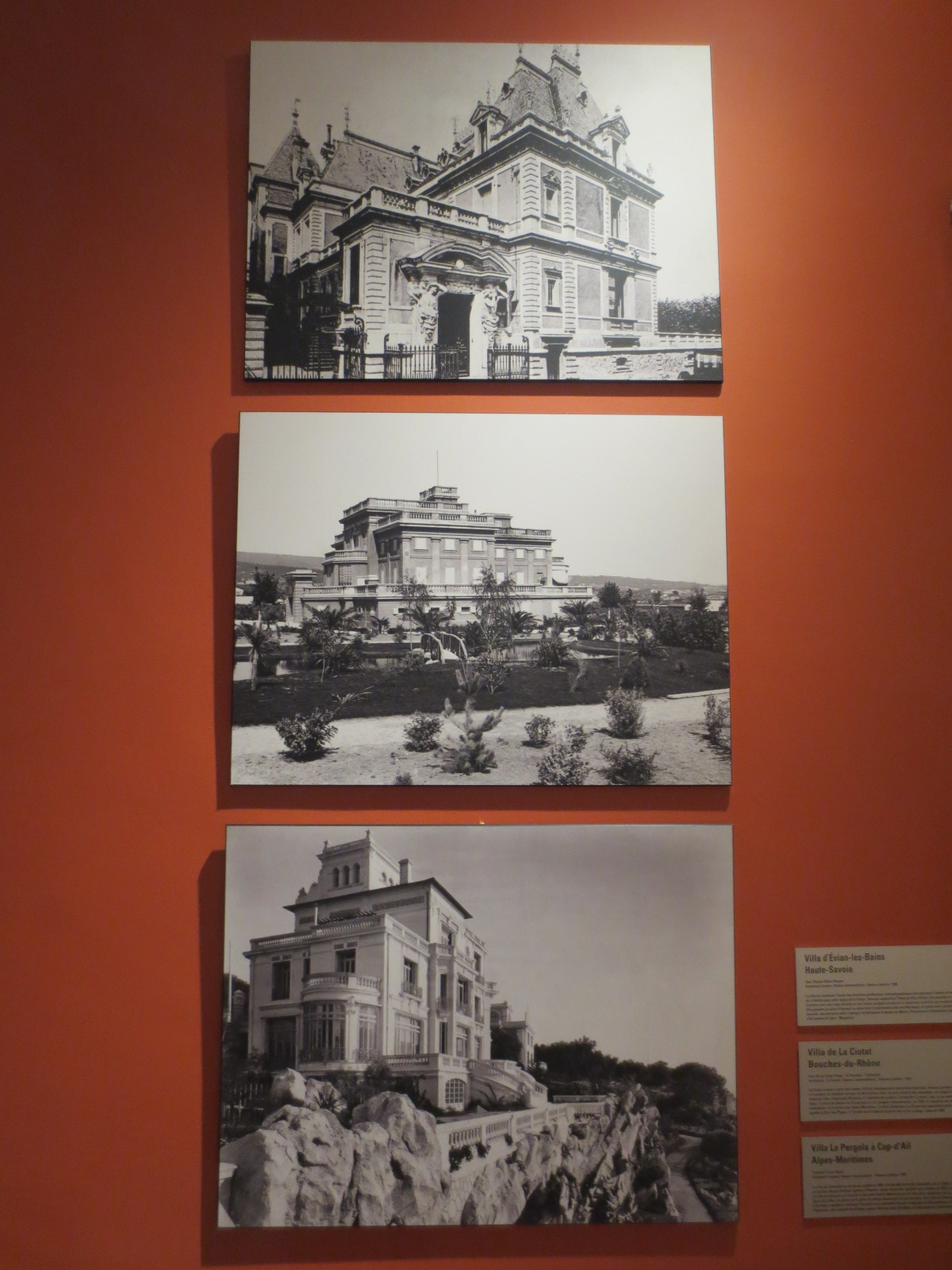
Villas d'Évian-les-Bains, La Ciotat et Cap d'Ail.

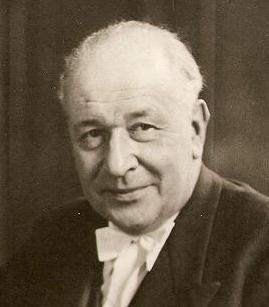
Henri Lumière en 1970 (1897-1971).

En 1928 la société est rebaptisée Société Lumière et produit jusqu'en 1970 des surfaces sensibles et produits chimiques pour la photocomposition et la radiographie médicale. Henri Lumière (fils d'Auguste Lumière) en devient le dirigeant en 1940.

### Absorption par le groupe Ciba
En 1962, la société Lumière est absorbée par le groupe chimique suisse Ciba, peu après Telko, fabricant de produits photochimiques basé à Fribourg auquel elle était liée par le contrat d’exploitation du procédé en couleur Telcolor (qui évoluera pour devenir Cibachrome). L’année suivante, Ciba se rapproche du britannique Ilford Ltd et en prend le contrôle en 1969, lui laissant en 1972 la direction de la branche photographique du groupe, désormais exploitée sous la seule marque Ilford. La marque Lumière disparaît mais une partie des produits Ilford sont encore fabriqués dans son usine. En 1975, l'entreprise fusionne avec le groupe Ilford et est transférée à Saint-Priest. La société Lumière garde sa raison sociale jusqu’en 1982 où elle devient Ilford France.
Le site industriel historique de Lyon est rasé à l'exception de la Villa Lumière (siège du musée et de l'Institut Lumière) et du Hangar du premier film Lumière (réhabilité et classé au monuments historiques de Lyon en 1994).
En 2013, Ilford Imaging Switzerland GmbH est mis en faillite après être longtemps parvenu à résister, dans le domaine de la photographie argentique, à l’innovation technologique de la photographie numérique.

## Appareils photographiques
Comme beaucoup de fabricants de surface sensibles, Lumière a aussi été producteur et distributeur d’appareils photographiques. Les modèles sont nombreux, du rare et très spécialisé Périphote vers 1901 aux multiples versions du minuscule Eljy des années 1930 à 1950 en passant par divers box et foldings, jusqu’aux Cilmatic commercialisés à la fin des années 1960 par la société issue de la fusion de Ciba, Ilford et Lumière. Aux côtés d’appareils de sa fabrication, la société a commercialisé sous sa marque des modèles produits par d'autres qu’elle rebaptisait à sa manière. De ce fait, les appareils Lumière sont de types très différents et utilisent des techniques et matériaux très variés. Inversement, une partie de la production Lumière était vendue par correspondance par Manufrance sous la marque Luminor, marque dont Lumière n’avait pas l’exclusivité. Par ailleurs, Lumière avait sa propre gamme d’objectifs, dénommés Taxor, Nacor, Spector, Altar, Lypar, mais certains appareils pouvaient être proposés avec des objectifs de marques plus réputées. A partir de la fin des années vingt, les appareils et objectifs de fabrication Lumière étaient faits à l’usine de Joinville-le-Pont.

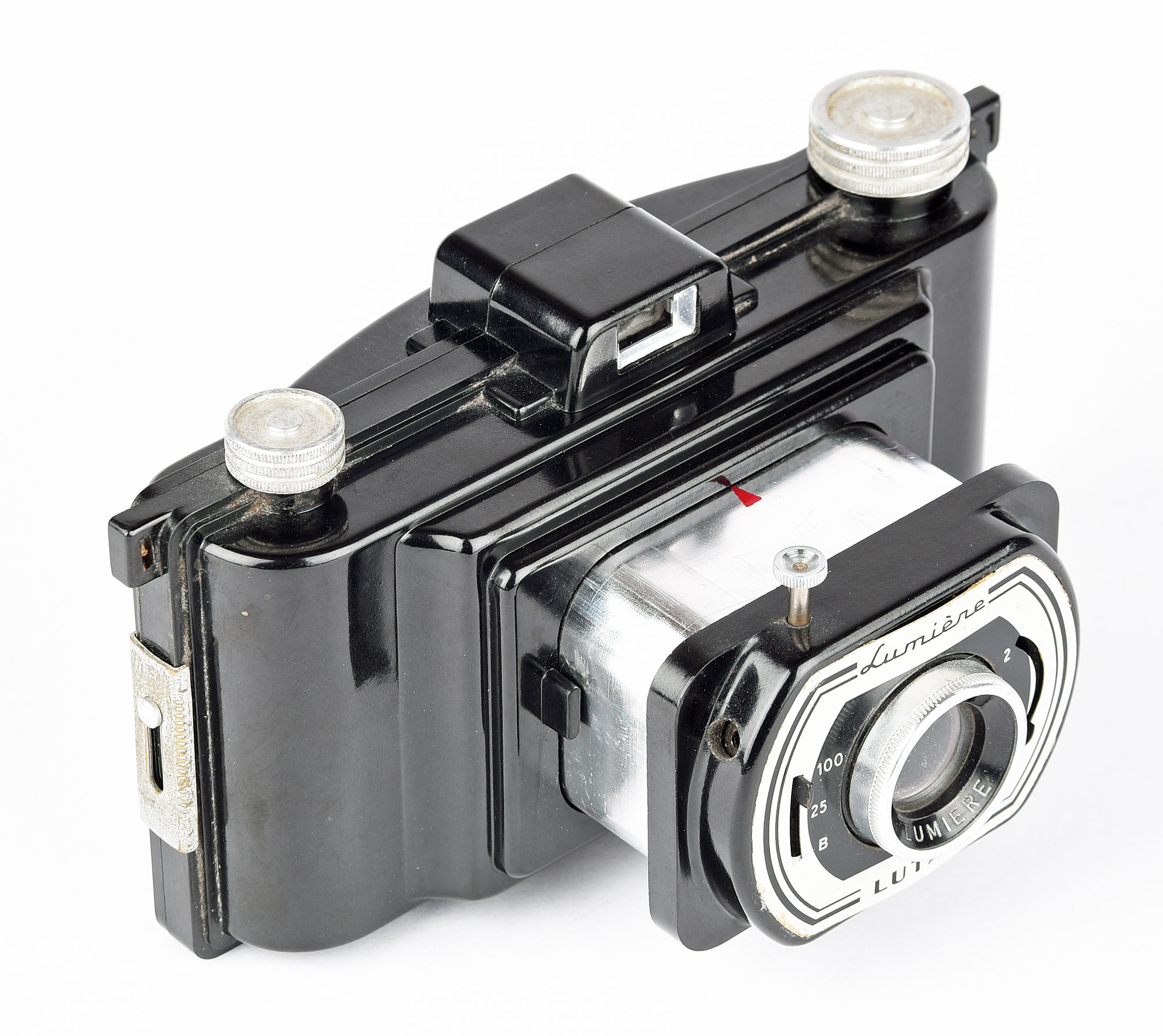
Lumière Lutac, appareil en Bakélite fourni par Fex
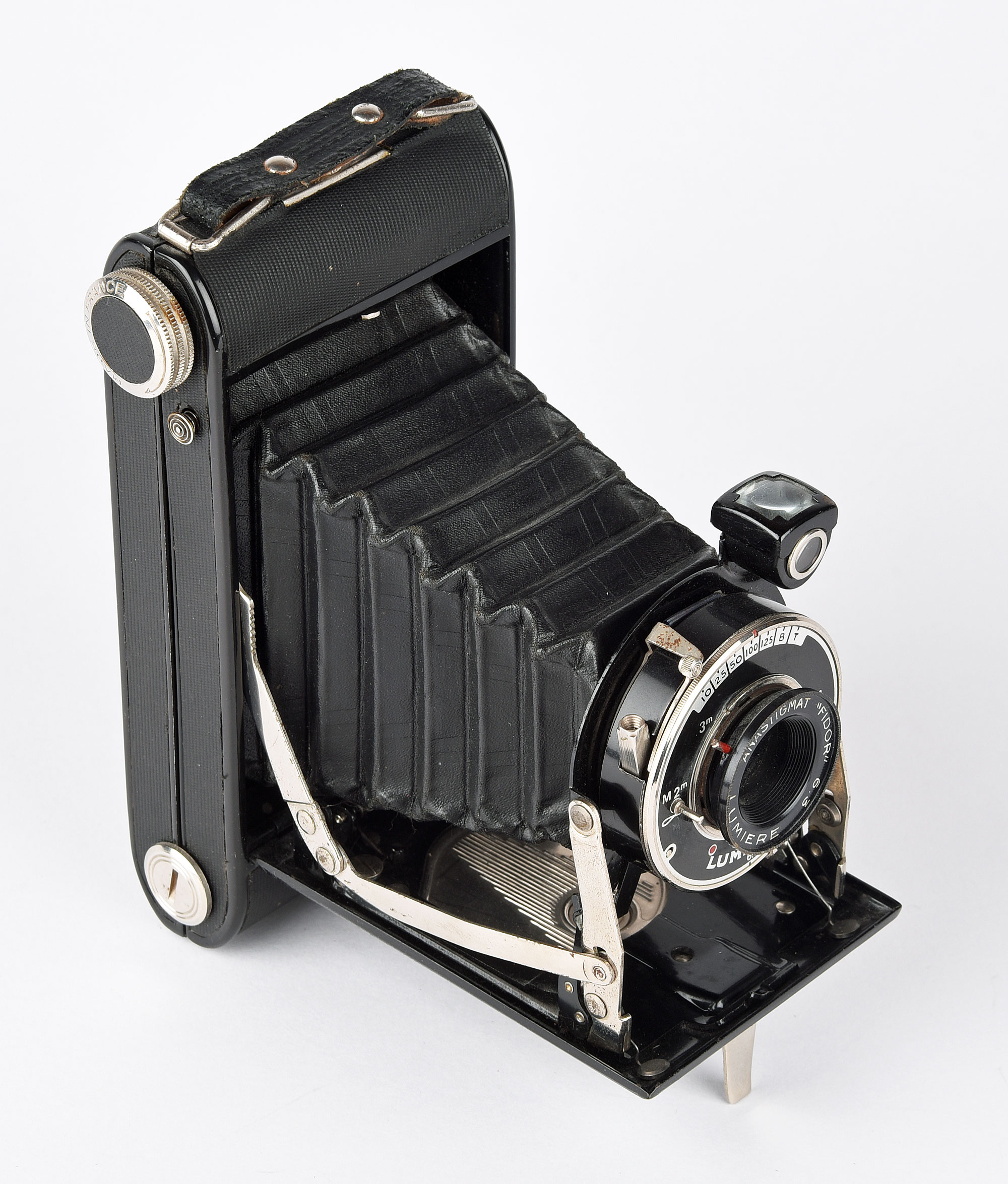
Lumière Lumirex
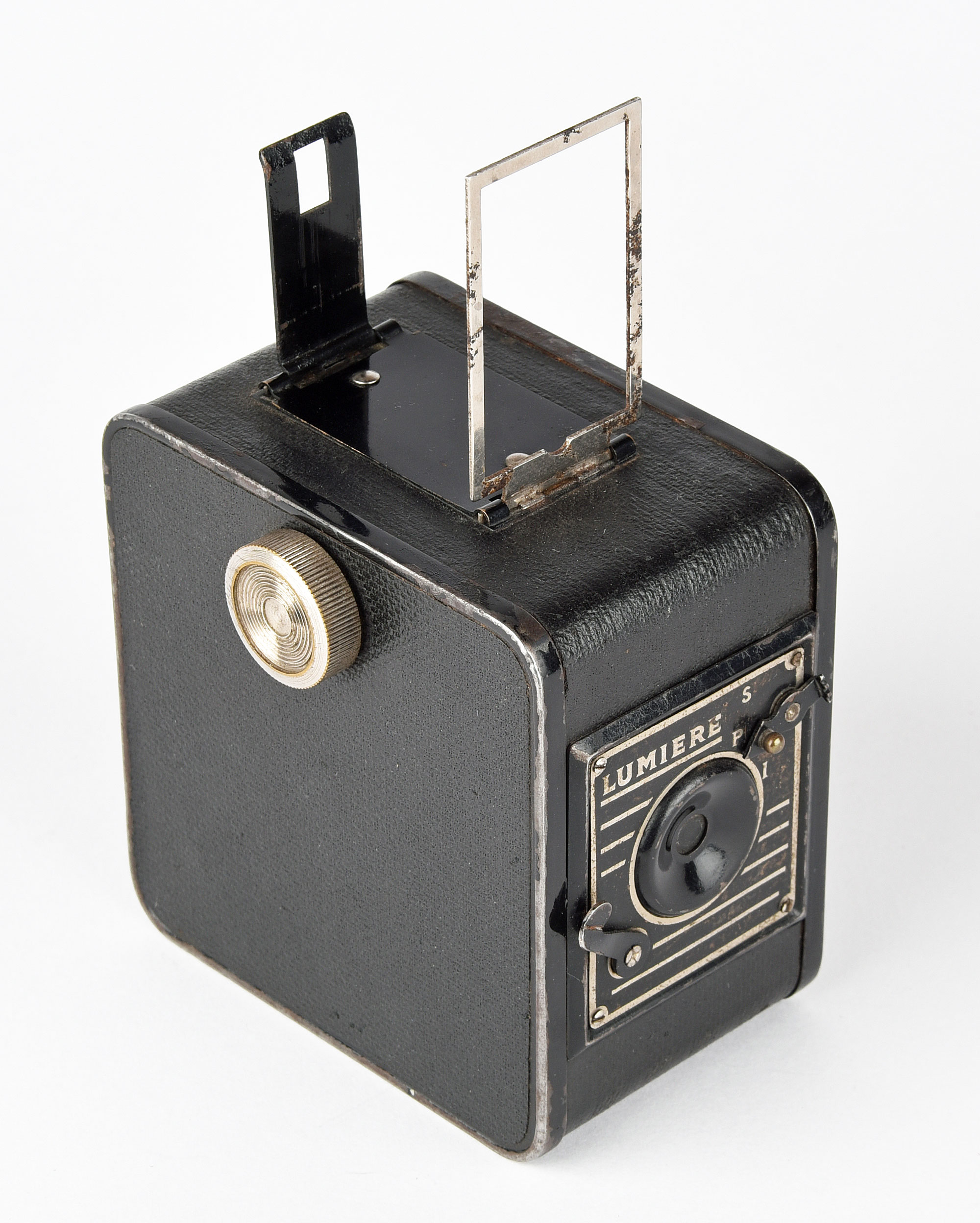
Lumière Box
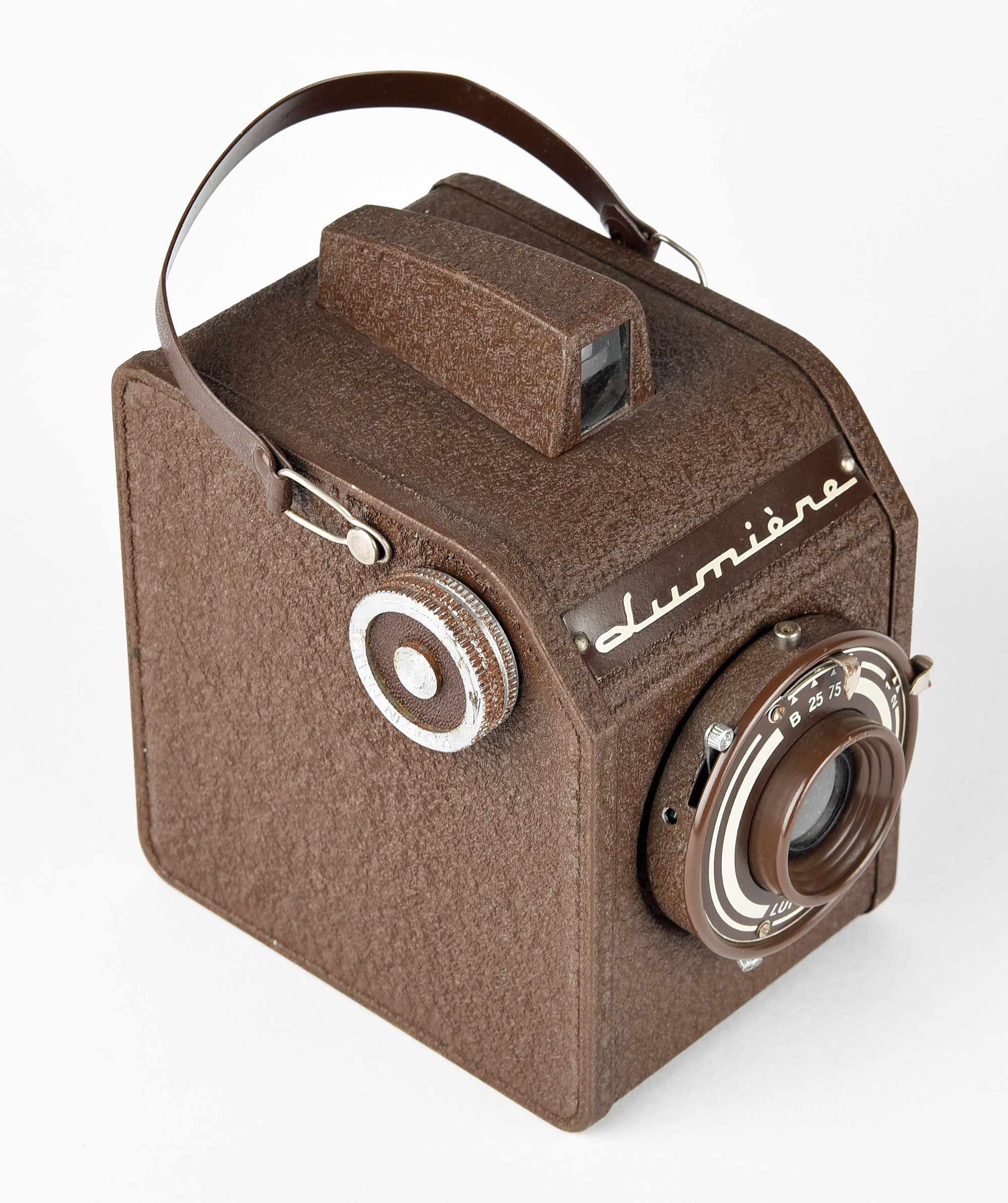
Lumière Luxbox
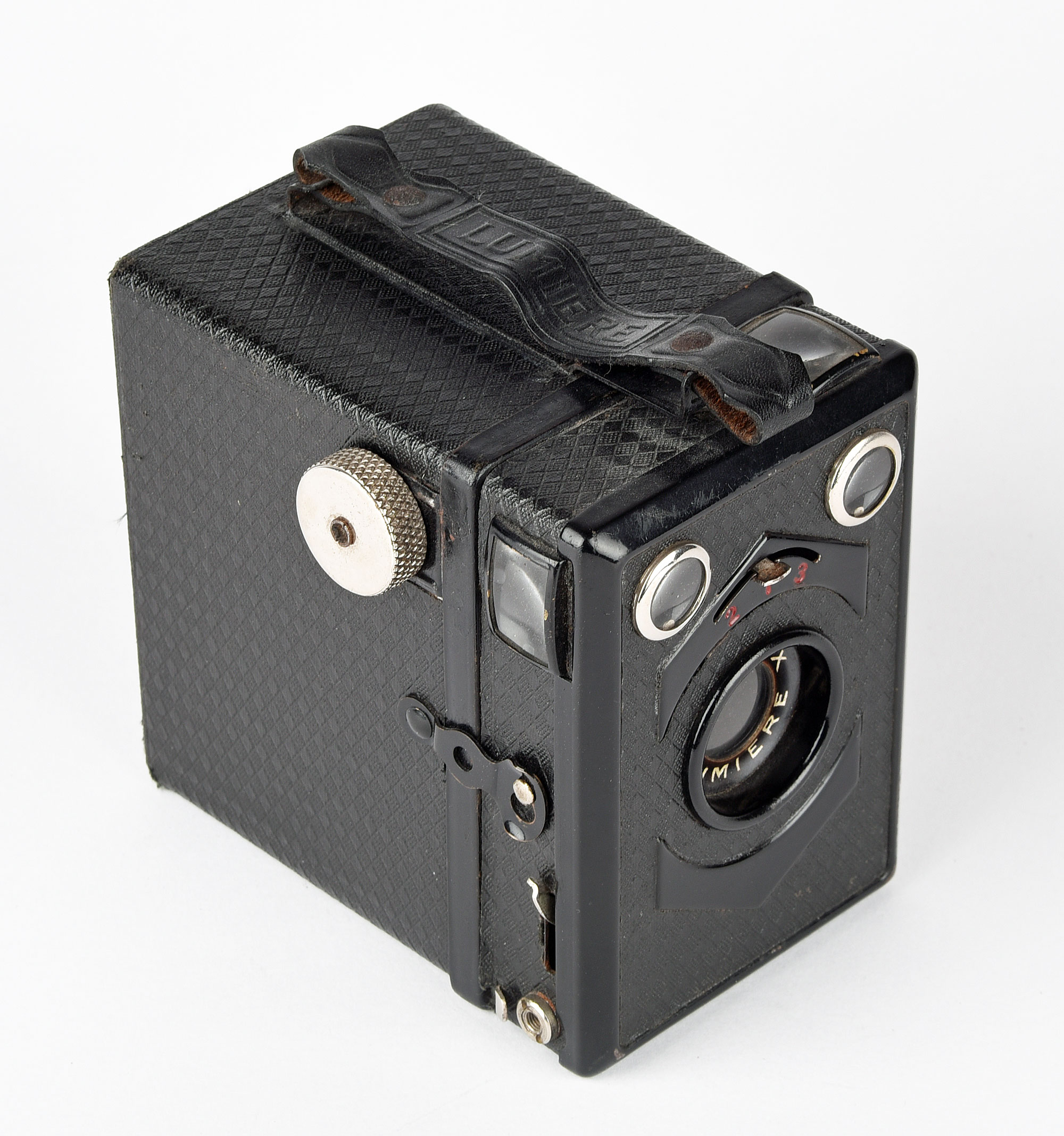
Lumière Scoutbox
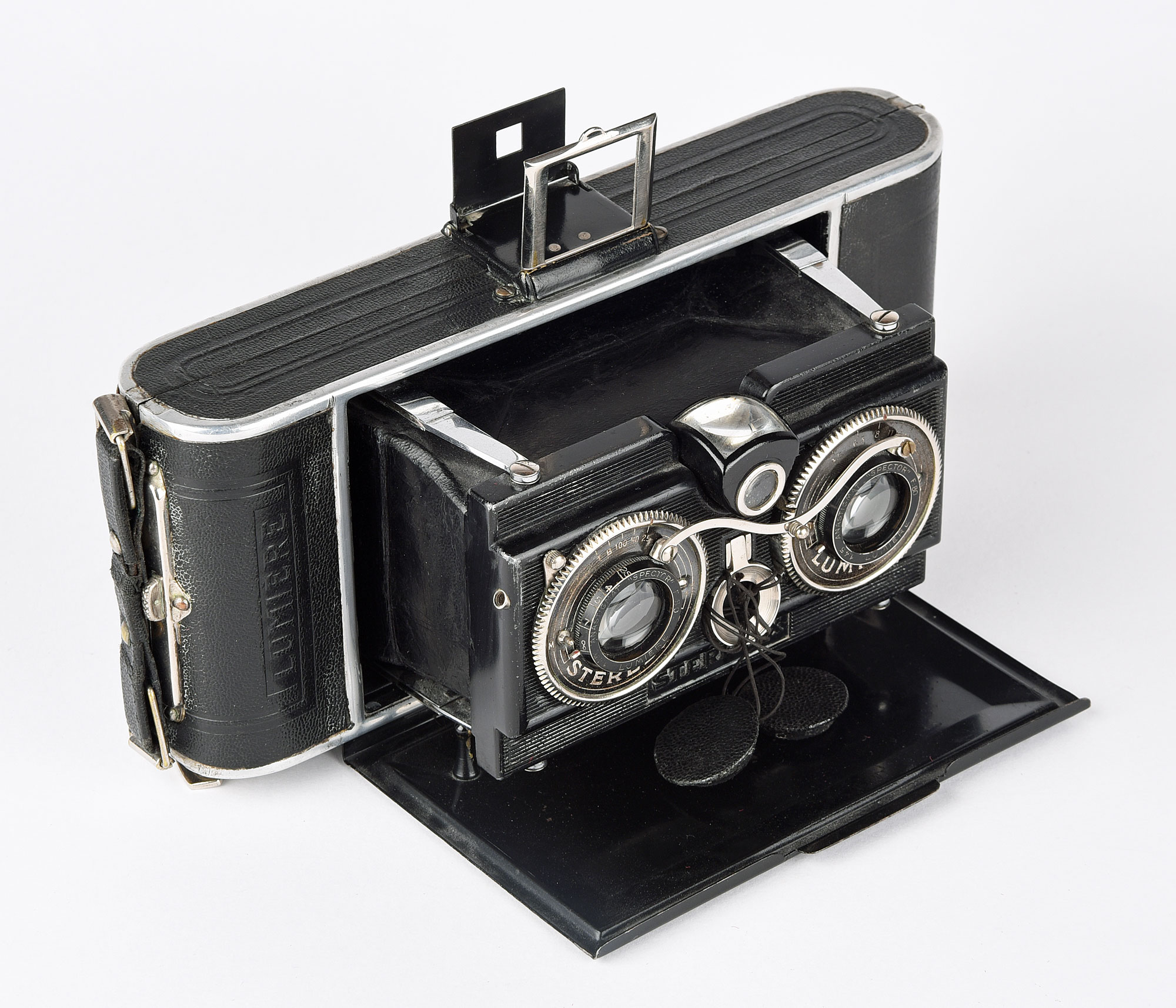
Lumière Sterelux
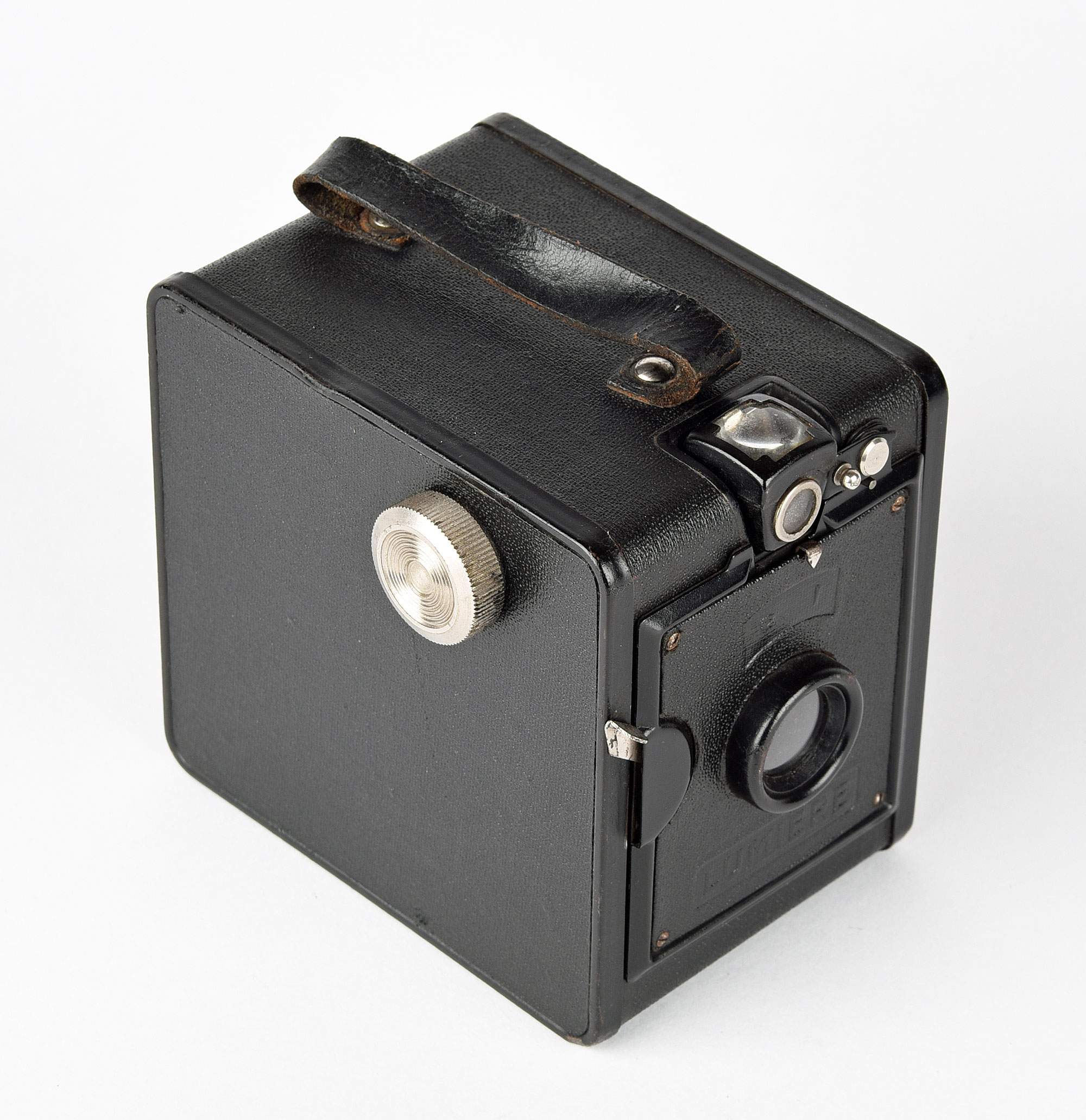
Lumièrebox

### Quelques appareils
- Périphote (1901). Appareil panoramique à objectif rotatif faisant des images sur 180° où 360°[8].
- Modax, Krita, Starter, Takha, Colonial et Ultra (1929-1932). Appareils pliants à plaques de verre de format 6,5 × 9 ou 9 × 12 cm[8].
- Nada (1930-1932). Foldings (c’est-à-dire appareils pliants à soufflet et rabat protecteur) 6 × 9 cm sur films 120, simples mais à ouverture rapide, dite automatique, comme tous ceux qui suivent. Ce nom qui signifie « rien » en espagnol a vite été abandonné.
- Fidex (1931-1932). Folding 6 × 9 cm ressemblant aux Nada, avec un objectif moins lumineux.
- Lumirex (1933-1958). Foldings 6,5 × 11 cm puis 6 × 9 cm de milieu de gamme, avec différentes options d’obturateurs et d’objectifs. Les Lumirex III (1953-1957) ont un posemètre à extinction appelé Lumipose.
- Dialux (1931-1936). Foldings 6,5 × 11 cm puis 6 × 9 cm assez semblables aux Lumirex mais à la finition plus luxueuse, dont une rare version à télémètre couplé (1935).
- Lumière 6,8 (1935-1937 et 1945-1946). Foldings 6,5 × 11 cm ou 6 × 9 cm sur films 620, à objectif (f/6,8) et obturateur simplifiés.
- Lumix (1938-1940 et 1949-1954). Foldings 6 × 9 cm plus simplifiés encore, sans réglage de mise au point.
- Sterelux (1933-1939). Appareil pliant de type « Klapp » donnant des couples d’images stéréoscopiques 6 × 13 cm sur films 116[8].
- Elax (1933-1938 et 1946-1949). Petit appareil pliant 4 × 3 cm sur film 127, le premier de ce format en France. Il est pourvu d’un obturateur à rideaux métalliques atteignant le 1/1000 s dont l’armement est couplé à l’avancement du film.
- Lumièrebox (1933-1939). Box métallique gainé à viseur pliant de format 4 × 6,5 ou 6 × 9 selon les versions[8].
- Scoutbox (1933-1940 et 1947-1952). Nom générique utilisé pendant une vingtaine d'années pour des box métalliques gainés faisant des images de 6 × 9 sur film 120[8].
- Lumibox (1933-1940). Box métallique gainé faisant des images de 6 × 9 sur film 120[8].
- Luxbox (1933-1937 et 1952-1954). Box métallique pour 6 × 9 sur film 620. Sans gainage, il est recouvert d'une peinture craquelée grise où marron[8].
- Eljy (1937-1960). Probablement le plus grand succès de Lumière. C'est un tout petit appareil qui fait des images de 24 × 36 mm sur film 35 mm, non pas en cartouches 135 mais en rouleaux de huit vues à dos en papier. Sous ses différentes versions, Eljy, Super Eljy puis Eljy Club (intégrant un posemètre Lumipose en 1951), ce modèle s’est vendu pendant plus de vingt ans[8].
- Optax (1948-1955). Appareil 24 × 36 mm amateur pour film standard en cartouches 135 au boîtier moulé en Bakélite.
- Ludax (1950-1962). Foldings 6 × 9 cm sur film 620, intermédiaires entre les Lumix et les Lumirex, avec objectif à trois lentilles f/6,3 ou f/4,5 et obturateur à armement préalable.
- Lumiclub (1951-1956). 6 × 6 cm ou 4,5 × 6 cm sur film 120. Il utilise le moule prévu pour ce qui aurait dû être le Versailles de Pontiac racheté lors de la liquidation. Obturateur et objectif sont placés sur un tube télescopique. Avec le Lumière 6 × 6 à soufflet basé sur le même moule, ils ne trouveront pas leur clientèle et seront produits à moins de 1000 exemplaires[10].
- Lumiflex (1953-1956). Faux reflex 6 × 6 quasiment identique à l'Aiglon d'Atoms dont le boîtier moulé en alliage léger est fourni par Atoms et terminé par Lumière avec une peinture marron et un gainage havane. L'objectif de prise de vue est un Spector de 80 mm de focale ouvert à f/4,5 monté sur un obturateur Atos 2 fabriqué par Atoms. Il est muni d'un posemètre à extinction Lumipose placé dans le capuchon de visée[8],[10].
- Lutac (1955-1960). 6 × 9 à tube porte-objectif rentrant fabriqué par Fex sur la base de son Delta[8].
- Starter (1955-1962). A ne pas confondre avec le Starter des années 1930. Version modernisée de l’Optax, plus ergonomique mais avec une gamme de vitesses réduite.
- Lumireflex (1956-1959). Reflex 6 × 6. A la différence du Lumiflex, c'est un vrai reflex avec mise au point sur dépoli. Il est moulé non plus en alliage léger mais en Bakélite, d’où une moindre robustesse. L'appareil se vendit mal et ne resta pas longtemps au catalogue[10].
- Cilmatic (1969-1970). Appareils 24 × 36 mm fabriqués en Allemagne par Dacora[8].
- Cilmatic Elite, Ideal, Super X Elite et X Electronic (1969-1970). Appareils pour cartouches 126 fabriqués par Dacora[8].